# Arsés
Artajerjes IV Arsés, (en persa antiguo: *R̥šā, en griego antiguo: Ἀρσής) rey de Persia de la dinastía aqueménida (338-336 a. C.). Es conocido como Arsés en las fuentes griegas, y probablemente fuera ese su verdadero nombre antes de ascender al trono, cuando eligió entonces el nombre de Artajerjes (en persa antiguo: 𐎠𐎼𐎫𐎧𐏁𐏂𐎠, romanizado: Artaxšaçāʰ), en griego antiguo: Ἀρταξέρξης como otros reyes persas anteriores, incluido su padre y su abuelo.
Arsés ascendió al trono, después de que su padre Artajerjes III  —que había conseguido un resurgimiento del Imperio aqueménida— fuera envenenado por el eunuco Bagoas. Este último puso a Arsés en el trono con la expectativa de poder controlarlo. Con el debilitamiento del Imperio aqueménida por el asesinato de Artajerjes III y la sucesión de Arsés, la Liga de Corinto envió tropas a Asia en 336 a. C.
Arsés, en un intento de liberarse de las influencias de Bagoas, intentó envenenar al eunuco, pero no lo consiguió, sino que él mismo sucumbió al veneno por orden de Bagoas. Bagoas puso en el trono a su primo Darío III.

## Nombre
Se le conoce como Arses en las fuentes griegas y ese parece haber sido su verdadero nombre, pero la estela trilingüe de Letoon  y los trozos de cerámica de Samaria informan de que tomó el nombre real de Artajerjes IV, siguiendo a su padre y a su abuelo.
Arses es la forma griega del en persa antiguo: R̥šā, que también está atestiguada en la forma en avéstico: Aršan- del avéstico  se utiliza en múltiples nombres compuestos del persa antiguo, como Aršaka, Aršāma y Xšayaaršan El término está relacionado lingüísticamente con el griego arsēn, que significa "masculino, varonil".

## Biografía
Arsés era el hijo menor de Artajerjes III y su esposa Atosa. Arsés tuvo varios hermanos, de los que solo se tiene testimonio de uno, un tal Bisthanes. Persia estaba experimentando un resurgimiento bajo Artajerjes III, que reorganizó su imperio, y suprimió las revueltas en todo el país. Sin embargo, las fortunas de Persia llegaron a un abrupto final en el otoño de 338 a. C., cuando Artajerjes III fue asesinado por el ambicioso eunuco y quiliarca Bagoas, que hizo envenenar al rey. La temprana muerte de Artajerjes III resultó ser un asunto problemático para el Imperio aqueménida, y pudo haber desempeñado un papel en el debilitamiento del país. La mayoría de los hijos de Artajerjes III, con la excepción de Arsés y Bistanes, también fueron asesinados por Bagoas. Bagoas, que quería ser el rey, puso al joven Arsés en el trono.
En su ascenso al trono, Arsés asumió muy probablemente el nombre regio de Artajerjes IV. Fue colocado en el trono por Bagoas debido a su juventud, de la que este trató de aprovecharse para controlarlo. Por la misma época, la mayoría de las ciudades-estado griegas se habían unido a la Liga de Corinto bajo el liderazgo del rey macedonio. Filipo II, que aprovechó los acontecimientos de Persia para exigirle una compensación por haber ayudado a la ciudad de Perinto durante el reinado de Artajerjes III. Arses declinó, y como resultado, se inició una expedición griega con Filipo II como general, que envió 10 000 soldados macedonios a Asia en el año 336 a. C. Al mismo tiempo, sin embargo, Arsés estaba decidido a tratar de liberarse de la autoridad e influencia de Bagoas; hizo un esfuerzo infructuoso para que éste fuera envenenado, solo para ser envenenado él mismo junto con el resto de su familia por Bagoas, quien puso al primo de Arsés, Darío III en el trono. La propaganda macedonia, realizada con el fin de legitimar las conquistas de Alejandro Magno unos años más tarde, acusó a Darío III de desempeñar un papel clave en el asesinato de Arsés, que fue presentado como el último rey de la casa real aqueménida.

## Monedas

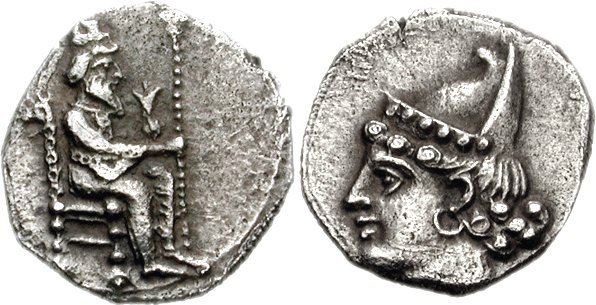
Moneda de Maceo, sátrapa de Cilicia, 361/0-334 a. C., se cree que representa a Artajerjes III en el anverso y a un joven Arsés en el reverso.

No existen acuñaciones dinásticas de Artajerjes IV, pero se cree que puede estar representado como un joven gobernante con la corona faraónica en el reverso de algunas de las acuñaciones contemporáneas del sátrapa Maceo en Cilicia, mientras que su padre Artajerjes III aparece sentado, también con vestimenta faraónica, en el anverso.